# VK Bakı
 (signalé en mai 2025).
Si vous disposez d'ouvrages ou d'articles de référence ou si vous connaissez des sites web de qualité traitant du thème abordé ici, merci de compléter l'article en donnant les références utiles à sa vérifiabilité et en les liant à la section « Notes et références ».
- Archive Wikiwix
- Bing
- Cairn
- DuckDuckGo
- E. Universalis
- Gallica
- Google
- G. Books
- G. News
- G. Scholar
- Persée
- Qwant
- (zh) Baidu
- (ru) Yandex
- (wd) trouver des œuvres sur Wikidata

Le Bakı Voleybol Klubu est un club féminin de volley-ball azerbaïdjanais fondé en 2010 et basé à Bakou qui évolue en Super League lors de la saison 2011-2012.

## Palmarès
- Challenge Cup
  - Finaliste : 2012

## Effectifs

### Saison 2011-2012
Entraîneur : Angelo Anibal Vercesi 